# おむすびころりん
おむすびころりんは、日本のお伽話。「鼠の餠つき」「鼠浄土」「団子浄土」などともいう。

## あらすじ
昔々、ある村に働き者のやさしいおじいさんとおばあさんが住んでいた。
ある日おじいさんがいつものように山で木の枝を切っていた。昼になったので、昼食にしようとおじいさんは切り株に腰掛け、おばあさんの握ったおむすびの包みを開いた。すると、おむすびが一つ滑り落ちて、山の斜面を転がり落ちていく。おじいさんが追いかけると、おむすびが木の根元に空いた穴に落ちてしまった。おじいさんが穴を垣間見ると、何やら声が聞こえてくる。おじいさんが他にも何か落としてみようか辺りを見渡していると、誤って穴に落ちてしまう。穴の中にはたくさんの白いねずみがいて、おむすびのお礼にと、大きいつづらと小さいつづらを差し出し、おじいさんに選ばせた。おじいさんは小さいつづらを選んで家に持ち帰った。家で持ち帰ったつづらを開けてみると、たくさんの財宝が出てきた。
これを聞きつけた隣の欲張りおじいさんは、同じようにおむすびを蹴って穴に無理矢理入れた。おじいさんは自分から穴に入っていき、土産をよこせと怒鳴りつけた。ねずみが大きいつづらと小さいつづらを選ばせたが、隣のおじいさんは猫の鳴き真似をしてねずみを脅し、両方のつづらを持って帰ろうとした。ところがねずみはおじいさんに噛み付いたので、おじいさんは降参。懲りた隣のおじいさんは、それからあまり欲張らなくなった。
おむすびころりんの話は様々なバリエーションが存在する。中には、ねずみが浄土の明かりを消してしまったためにそのままおじいさんの行方が知れなくなった話や、そのままおじいさんがねずみもち（もぐら）となった話などがみられる。また葛籠を打ち出の小槌にする場合がある。

## 類話
- 「豆つぶころころ」では、豆を追いかけたおじいさんがねずみ浄土のあとに、鬼が博打をしている黒い障子の家に行く。鬼の家でおじいさんはにわとりの鳴き真似をして、朝を恐れて逃げ出した鬼が残した銭で金持ちになる。隣の爺がまねして失敗し、鬼に食われてしまう。
- また、「ねずみ浄土」と「おむすびころりん」は別々の昔話として区分している書籍もある。「地蔵浄土」ではおむすびでなく団子が転がる。

## 意義
古くからある口承文芸で室町時代に『御伽草子』として成立したと見られる。あらすじの特徴は「こぶとり爺さん」と同じく、無欲な老人と強欲な老人の対比であり、因果応報など仏教的要素も併せ持つが、『グリム童話』にある「ホレ婆さん」との類似性も指摘されている。特徴的なのは異界の住人であるネズミが善人に福をもたらすという筋立てであり、ネズミは「根の国の住人」（根住み）とも見られており、米倉などにあるネズミの巣穴は黄泉の国、浄土への入り口と言い伝えられる地方がある。
またこの話は鼠を神の使い、あるいは富をもたらす者とする民間の観念が反映されている。この昔話のような鼠の世界が地中にあるとする観念は、古くからあり室町時代物語の『鼠の草子』や『かくれ里』にも克明に描写されている。
この話の中で歌われる鼠の餅搗き歌は地方によって変化があり、土地によっては〈鼠とこびきは引かねば食んね、十七八なるども、猫の声は聞かないしちょはちょちょ〉（新潟県）のように実際の民謡が盛り込まれている例もある。